# Daryl Smylie
Daryl Smylie (Portadown, Irlanda del Norte, 10 de septiembre de 1985) es un futbolista de Irlanda del Norte. Juega de centrocampista y su equipo actual es el Assyriska IK de la Primera División de Suecia.

## Clubes
| Club                         | País       | Año       |
| ---------------------------- | ---------- | --------- |
| Newcastle United             | Inglaterra | 2005-2006 |
| Stockport County (cedido)    | Inglaterra | 2006      |
| Livingston                   | Escocia    | 2006-2007 |
| Östersunds FK                | Suecia     | 2008      |
| Ljungskile SK                | Suecia     | 2008      |
| Kalmar FF                    | Suecia     | 2009-2011 |
| Jönköpings Södra IF (cedido) | Suecia     | 2009      |
| Jönköpings Södra IF (cedido) | Suecia     | 2010      |
| Jönköpings Södra IF (cedido) | Suecia     | 2011      |
| Jönköpings Södra IF          | Suecia     | 2012-2019 |
| Assyriska IK                 | Suecia     | 2020-     |